# Шамордино (Бабынинский район)
Шамордино — деревня в Бабынинском районе Калужской области России. Входит в состав сельского поселения «Село Муромцево».

## География
Шамордино расположена на берегу реки Высса, в 19 км от Калуги, в 16 км от Бабынино, в 9 км от села Муромцево. Имеются залежи мрамора, вдоль реки Высса встречаются обнажения известняков каменноугольного возраста. В деревне имеются фруктовые сады и приусадебные участки местных жителей.

## История
Согласно «Плану Генерального и Специального Межевания» от 1782 года сельцо Шамордино принадлежало поручику Петру и гвардии сержанту Алексею Васильевичу Еропкиным, за которыми числилось 42 души мужского пола и 267 десятин земли.
С 1863 по 1929 годы в составе Заборовской волости Перемышльского уезда Калужской губернии. В «Списке населенных мест» за 1859 год упоминается как владельческое сельцо при речке Выссе, в котором насчитывалось 8 дворов и проживало 94 человека: 46 мужчин и 48 женщин. С 1929 года в составе Бабынинского района.
В первой половине XIX века сельцо В. Д. Богданова, затем усадьбой Шамордино владела коллежская асессорша А. И. Калыгина. Во второй половине XIX века хозяином был малолетний помещик Прадке с опекуном поручиком В. П. Прадке, с конца XIX века до 1917 года усадьба находилась во владении промышленника А. С. Келлата.
В начале XX века в селе работал завод по добыче строительного и отделочного материала. Шамординский мраморовидный известняк использовался при постройке здания Киевского вокзала в Москве, цокольного этажа собора Казанского девичего монастыря, отдельных цоколей калужского вокзала и постамента памятника В. И. Ленину в Калуге.

## Достопримечательности
Липовый парк усадьбы Алексея Келлата. Остатки каменоломни по добыче мрамора (нач. XX века), который использовался при сооружении многих зданий в Калуге и Киевского вокзала в Москве. Использовался при постройке цокольного этажа Казанского собора Калужского девичьего монастыря, отдельных цоколей калужского вокзала и пристройки к Госбанку, пьедестала монумента В. И. Ленину в Калуге (1925)

## Население
| 1989 | 2002 | 2010 |
| ---- | ---- | ---- |
| 221  | ↘10  | ↘4   |